# Paula Prentiss
Paula Prentiss (ur. 4 marca 1938 w San Antonio) – amerykańska aktorka pochodzenia włoskiego.

## Życiorys
Urodziła się w San Antonio w Teksasie w rodzinie rzymskokatolickiej jako starsza córka Paulene (z domu Gardner) i Thomasa J. Ragusy’ego, profesora nauk społecznych na Uniwersytecie Słowa Wcielonego w San Antonio. Jej ojciec był pochodzenia sycylijskiego. Miała młodszą siostrę Ann (ur. 27 listopada 1939, zm. 12 stycznia 2010), która również była aktorką.
Uczęszczała do Lamar High School w Houston w Teksasie. W 1958, studiując na wydziale teatralnym na Northwestern University, poznała przyszłego męża Richarda Benjamina, z którym zawarła związek małżeński 26 października 1961 i mają dwójkę dzieci: syna Rossa (ur. 23 marca 1974) i córkę Prentiss (ur. 3 lipca 1978). 
Podczas studiów została odkryta przez Metro-Goldwyn-Mayer i zaproponowano jej kontrakt filmowy. Debiutowała na ekranie w roli Tuggle Carpenter w komedii romantycznej Gdzie są chłopcy (Where the Boys Are, 1960) z Connie Francis. W 1963 wystąpiła jako Rosalind w produkcji off-Broadwayowskiej Jak wam się podoba u boku Sama Waterstona. Od 6 września 1967 do 13 marca 1968 grała rolę pracowniczki socjalnej Pauli Hollister, żony odnoszącego sukcesy rysownika Dicka (Richard Benjamin) w sitcomie CBS On i ona (He & She), za którą została nominowana do nagrody Emmy dla najlepszej aktorki pierwszoplanowej w serialu komediowym. W 1975 debiutowała na Broadwayu w roli Annie w komedii Podboje Normanów: maniery przy stole.

## Filmografia
- 1960: Gdzie są chłopcy jako Tuggle Carpenter
- 1961: Kawaler w raju jako Linda Delavane
- 1962: The Horizontal Lieutenant jako Molly Blue
- 1965: Wojna o ocean jako Bev McConnel
- 1965: Co słychać, koteczku? jako Liz
- 1967: He & She jako Paula Hollister
- 1970: Move jako Dolly Jaffe
- 1970: Paragraf 22 jako siostra Duckett
- 1971: Urodzony zwycięzca jako Veronica
- 1974: Syndykat zbrodni jako Lee Carter
- 1979: Friendships, Secrets and Lies jako Sandy
- 1980: Czarny marmur jako Natalie Zimmerman
- 1981: Najlepszy kumpel jako Celia Clooney
- 1983: Packin' It In jako Sonia Dracula
- 2007: Hard Four jako Sweet Cherrie
- 2016: I Am the Pretty Thing That Lives in the House jako Iris Blum